# Fotbalista roku (Srbsko)

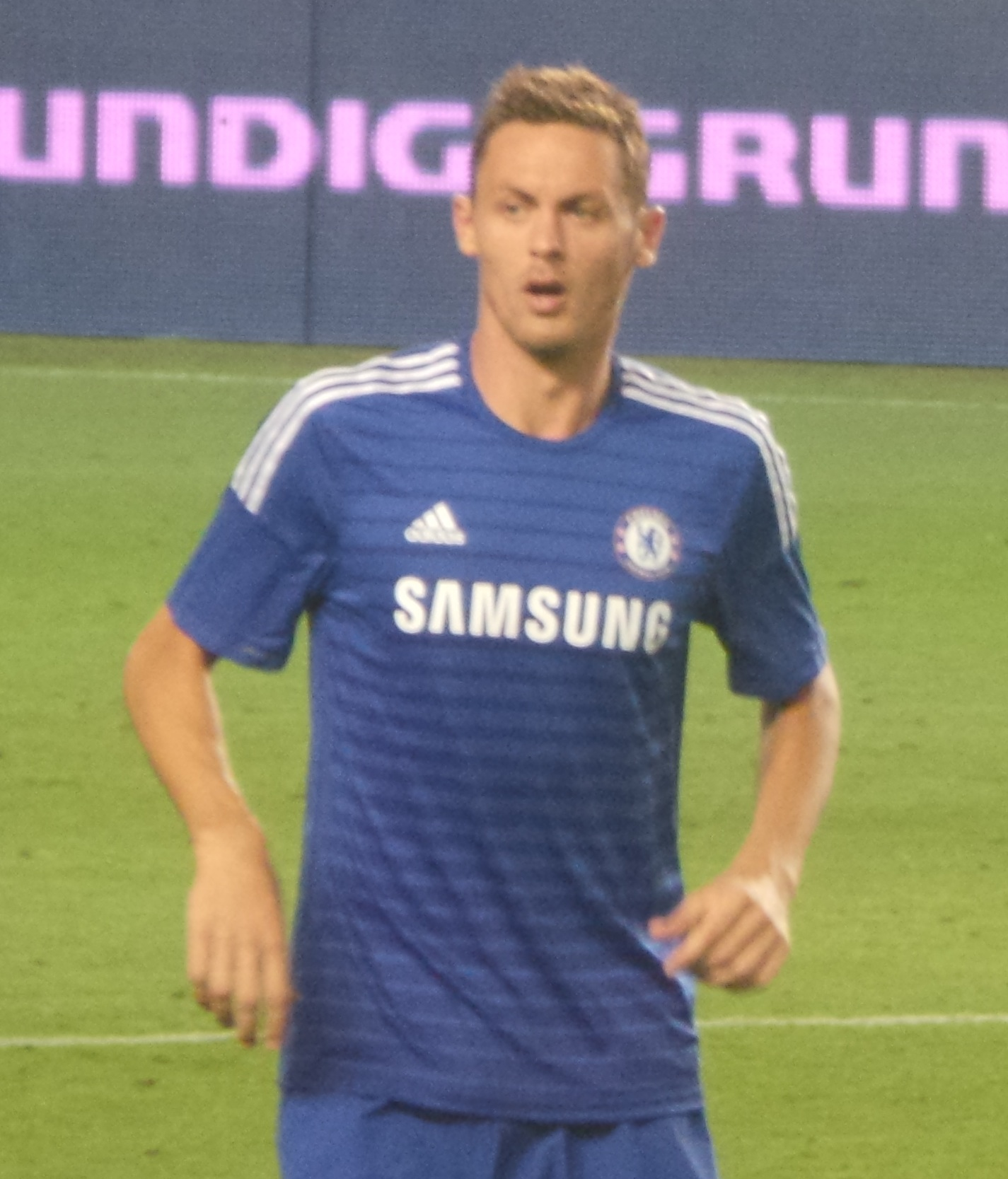
Nemanja Matić, vítěz za rok 2014

Ocenění Srbský fotbalista roku (srbsky Српски фудбалер године, transkripcí Srpski fudbaler godine) je v Srbsku udělováno každoročně Srbskou fotbalovou asociací. Při té příležitosti je oceněn i nejlepší srbský trenér za aktuální rok.
Za rok 2005 bylo uděleno ještě pro federaci Srbsko a Černá Hora. Vítězem za rok 2014 je Nemanja Matić z anglického klubu Chelsea FC.

## Fotbalista roku
Srbsko a Černá Hora
| Rok  | Hráč          | Klub           | Ref.  |
| ---- | ------------- | -------------- | ----- |
| 2005 | Nemanja Vidić | Spartak Moskva | [ 1 ] |

Srbsko
| Rok  | Hráč                | Klub                | Ref.                |
| ---- | ------------------- | ------------------- | ------------------- |
| 2006 | Dejan Stanković     | FC Inter Milán      | [ 2 ]               |
| 2007 | Nikola Žigić        | Valencia CF         | [ 3 ]               |
| 2008 | Nemanja Vidić       | Manchester United   | [ 4 ]               |
| 2009 | Miloš Krasić        | Spartak Moskva      | [ 5 ]               |
| 2010 | Dejan Stanković     | FC Inter Milán      | [ 6 ]               |
| 2011 | Aleksandar Kolarov  | Manchester City FC  | [ 7 ]               |
| 2012 | Branislav Ivanović  | Chelsea FC          | [ 8 ]               |
| 2013 | Branislav Ivanović  | Chelsea FC          | [ 9 ]               |
| 2014 | Nemanja Matić       | Chelsea FC          |                     |
| 2015 | Nemanja Matić       | Chelsea FC          |                     |
| 2016 | Dušan Tadić         | Southampton FC      |                     |
| 2017 | Vladimir Stojković  | FK Partizan         |                     |
| 2018 | Aleksandar Mitrović | Fulham FC           |                     |
| 2019 | Dušan Tadić         | AFC Ajax            |                     |
| 2020 | cena se neudělovala | cena se neudělovala | cena se neudělovala |
| 2021 | Dušan Tadić         | AFC Ajax            |                     |
| 2022 | Aleksandar Mitrović | Fulham FC           |                     |
| 2023 | Aleksandar Mitrović | Al Hilal FC         |                     |

## Trenér roku
Srbsko a Černá Hora
| Rok  | Trenér         | Klub / reprezentace                        | Ref.  |
| ---- | -------------- | ------------------------------------------ | ----- |
| 2005 | Ilija Petković | Fotbalová reprezentace Srbska a Černé Hory | [ 1 ] |

Srbsko
| Rok  | Trenér             | Klub / reprezentace                             | Ref.  |
| ---- | ------------------ | ----------------------------------------------- | ----- |
| 2006 | Ljubiša Tumbaković | Šan-tung Lu-neng Tchaj-šan                      | [ 2 ] |
| 2007 | Miroslav Đukić     | Partizan Bělehrad Srbská fotbalová reprezentace | [ 3 ] |
| 2008 | Slaviša Jokanović  | Partizan Bělehrad                               | [ 4 ] |
| 2009 | Radomir Antić      | Srbská fotbalová reprezentace                   | [ 5 ] |
| 2010 | Milovan Rajevac    | Ghanská fotbalová reprezentace                  | [ 6 ] |
| 2011 | Ivan Jovanović     | APOEL FC                                        | [ 7 ] |
| 2012 | Dragomir Okuka     | Ťiang-su Su-ning                                | [ 8 ] |
| 2013 | Ljubinko Drulović  | Srbsko U19                                      | [ 9 ] |
| 2014 | Radovan Ćurčić     | Srbsko U21, Srbsko "A"                          |       |
| 2015 | Veljko Paunović    | Srbsko U20, Srbsko "A"                          |       |
| 2016 | Dragan Stojković   | Kuang-čou City FC                               |       |
| 2017 | Vladan Milojević   | FK Crvena zvezda                                |       |